# Klasztor Graefenthal

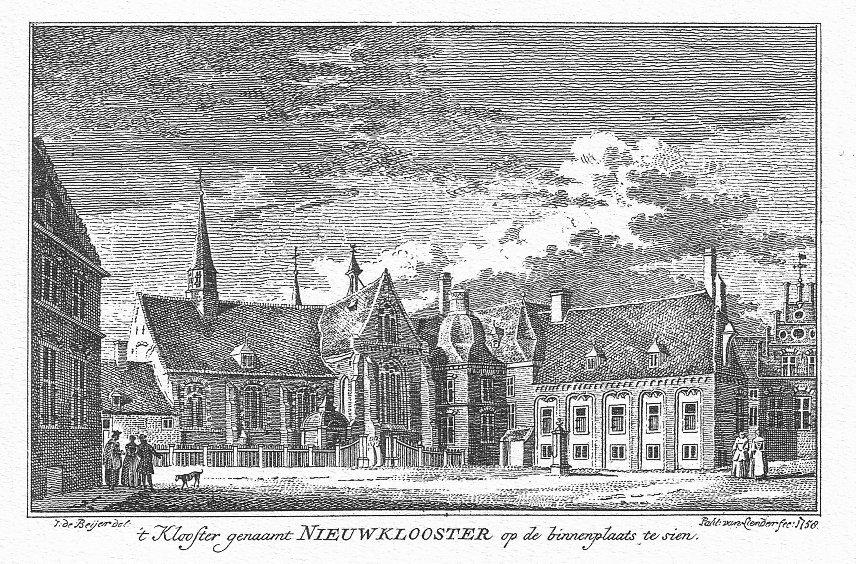
Klasztor Graefenthal, rysunek z połowy XVIII w.

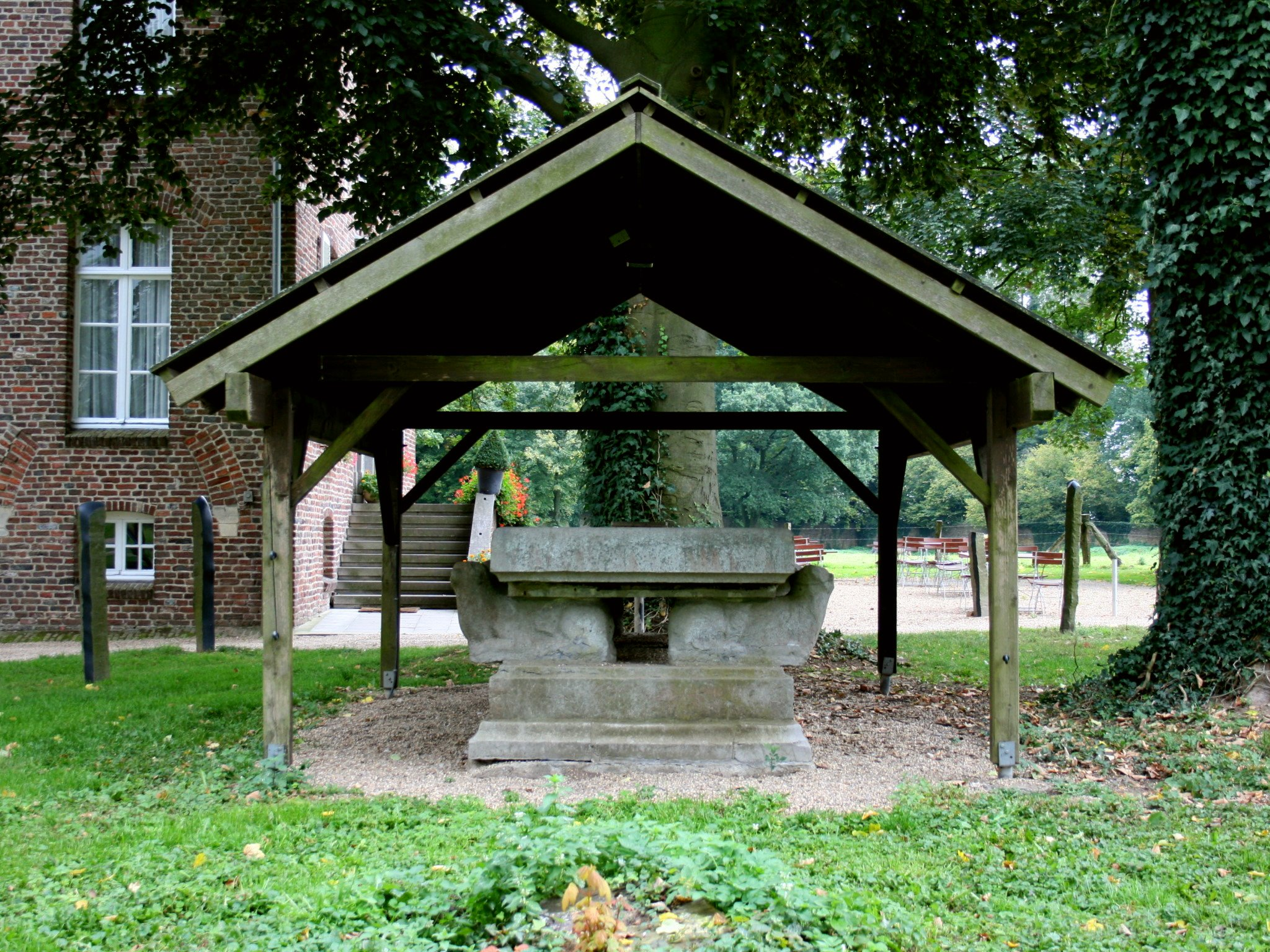
Grób fundatora klasztoru, hrabiego Geldrii Ottona II

Klasztor Graefenthal (także Neukloster, Vallis Comitis) – dawny klasztor żeński cysterek, który znajdował się na terenie obecnego miasta Goch (jego części Asperden) w Niemczech, w kraju związkowym Nadrenia Północna-Westfalia, nad rzeką Niers; założony w połowie XIII w., stanowił nekropolię hrabiów Geldrii. Sekularyzowany na początku XIX w., wkrótce potem zburzono kościół klasztorny.

## Historia
Klasztor cysterek Graefenthal (nazywany też Neukloster lub po łacińsku Vallis Comitis) ufundował hrabia Geldrii Otto II w 1248. Do klasztoru w 1250 przybyły zakonnice z klasztoru w Roermond, które ostatecznie podporządkowano klasztorowi Kamp. Gotycki kościół klasztorny ukończono prawdopodobnie już w 1252, a cały klasztor w 1258. Już w 1251 pochowano tu żonę fundatora, Małgorzatę z Kleve. Kościół był nekropolią hrabiów, a następnie książąt Geldrii i ich małżonek. Do 1376 pochowano ich tutaj trzynaścioro, zaprzestano tego po wygaśnięciu lokalnej dynastii.
Kościół został zbudowany na planie krzyża o długości 40 m i szerokości korpusu nawowego 11 m, był jednonawowy, a prezbiterium postawiono na planie czworokąta. W kościele oddzielono części dla zakonnic oraz dla innych wiernych, ponieważ pełnił też funkcje parafialne.
Klasztor, należący do największych w Nadrenii, intensywnie się rozwijał ekonomicznie, m.in. dzięki licznym nadaniom ziemskim i przywilejom (w tym zwolnieniom z podatków). Upadek klasztoru rozpoczął się w drugiej połowie XV w. W czasie wojen burgundzkich w latach 70. tamtego stulecia klasztor został zniszczony i, chociaż został odbudowany przez książąt Kleve, nie odzyskał poprzedniego znaczenia. W latach 80. XVI w. klasztor dotknęła zaraza, a następnie został splądrowany podczas wojny hiszpańsko-niderlandzkiej. Rosnące długi powodowały wyprzedawanie klasztornego majątku, co nasiliło się podczas wojny trzydziestoletniej. Negatywnie odbiła się też na klasztorze wojna francusko-niderlandzka w latach 70. XVII w. Poprawa sytuacji klasztoru nastąpiła na początku XVIII w. Podjęto wówczas różne działania budowlane, w tym odnowiono dormitorium, zbudowaną nową bramę, założono barokowy ogród. W 1793 odnowiono kościół klasztorny. 
W 1801 klasztor znalazł się w granicach rewolucyjnej Francji. W 1802 klasztor został sekularyzowany, a wkrótce potem został zakupiony przez Michaela Franza Severina Sinstedena z Kleve. Przekształcił on klasztor w gospodarstwo rolne, zmieniając funkcje istniejących budynków. W 1808 rozebrano kościół klasztorny, a budulec z niego użyto do budowy kościoła katolickiego w Pfalzdorfie (obecnie część miasta Goch). Istniejące w kościele płyty nagrobne zostały użyte do konstrukcji podłogi nowego kościoła, na swoim miejscu, pod odkrytym niebem pozostał tylko grób fundatora kościoła. Wokół grobu urządzono ogród angielski. Zabudowania pozostawały w rękach rodziny Sinsteden do 1963, a jako gospodarstwo rolne funkcjonowały jeszcze dłużej. Do dziś przetrwała część budynków klasztornych oraz mury klasztorne. Z dawnego założenia klasztornego zachował się m.in. most, budynek bramy z XVIII w., wschodnie i północne skrzydło klasztoru (w północnym zachowały się krużganki). Wiele budynków zostało przekształconych, w zabudowaniach postawiono także betonowy silos. Nagrobek fundatora także jest niekompletny – nie zachowała się znana z XVIII-wiecznych rysunków figura hrabiego.